# 白钱
白钱是一类古代钱币，是在制造铜币的过程中掺入了锡和铅等金属，使得制得的铜币发白，故被称为白钱。不同时期的白钱的颜色也不尽相同，如唐代开元铜币多青白色，金代则多奶白色等。

## 隋代
由于古时的锡和铅比铜的价值要低，因此隋炀帝时期，由于大兴土木，急需货币，故大量制造白钱，导致货币贬值。此时期（大业年间）的白钱被称为“五铢白钱”，由于币面上的“五”字的左边有一竖线，旋转后看起来像是一个“凶”字，故又被称为凶钱。

## 唐代
唐代所制的“开元通宝”是规定了铜（83.32%）、铅（2.12%）等原料的含量。